# Janusz Kupcewicz
Janusz Bogdan Kupcewicz (* 9. Dezember 1955 in Danzig; † 4. Juli 2022) war ein polnischer Fußballspieler und -trainer.

## Vereinskarriere als Spieler
Janusz Kupcewicz begann seine Karriere als Mittelfeldspieler in Polen und spielte dort für die Vereine Arka Gdynia, Lech Posen und später auch für Lechia Gdańsk.
1983 wechselte er nach Frankreich zum AS Saint-Étienne, wo er zwei Saisons lang spielte, bevor er 1985 nach Griechenland zum AE Larisa wechselte. 1986 kehrte er für zwei Saisons nach Polen zurück und beendete seine Karriere nach der Saison 1988/89 bei Adanaspor in der Türkei.

## Nationalmannschaftskarriere als Spieler
Janusz Kupcewicz bestritt 20 A-Länderspiele für die polnische Fußballnationalmannschaft und nahm an der Weltmeisterschaft 1978 (ohne Einsatz) und an der Weltmeisterschaft 1982 (5 Einsätze / 1 Tor) teil.

## Karriere als Trainer
Kupcewicz trainierte die polnische Futsal-Nationalmannschaft und mehrere unterklassige Vereine in Polen. Außerdem arbeitete er als Sportlehrer.

## Erfolge
- 1× Polnischer Meister (1983)
- 1× Polnischer Pokalsieger (1979)
- 2× WM-Teilnahme (1978, 1982)

| Personendaten    | Personendaten                                 |
| ---------------- | --------------------------------------------- |
| NAME             | Kupcewicz, Janusz                             |
| ALTERNATIVNAMEN  | Kupcewicz, Janusz Bogdan (vollständiger Name) |
| KURZBESCHREIBUNG | polnischer Fußballspieler und -trainer        |
| GEBURTSDATUM     | 9. Dezember 1955                              |
| GEBURTSORT       | Danzig                                        |
| STERBEDATUM      | 4. Juli 2022                                  |